# Maria Waxin
Maria Waxin, född 4 februari 1957, är en svensk författare.